# Pneumocystis jirovecii
Pneumocystis jirovecii (Pneumocystis carinii) — внутрішньоклітинний патоген легенів, який спричинює пневмонію у людей, що мають імунодефіцитний статус, осіб, що пройшли процес трансплантації внутрішніх органів, хіміотерапію, або ж при наявності вроджених вад. Хоча P. jirovecii класифікують як патогенний гриб, він не піддається лікуванню стандартними протигрибковими засобами.

## Назва
На сьогоднішній день назва збудника пневмоцистної пневмонії — Pneumocystis carinii — змінена на Pneumocystis jirovecii на честь чеського вченого-паразитолога Отто Їровеця, який першим описав цей мікроорганізм як причину захворювання людини. Загалом цей вид вперше був описаний бразильським лікарем Карлусом Шагасом у 1909 році після виявлення його в легенях ссавців. Внаслідок цього мікроорганізм було названо збудником захворювання Шагаса та розглядався як одна з форм розвитку американської трипаносоми (Trypanosoma cruzi). У 1912 Ф. Деланое довів, що описаний Шагасом мікроорганізм не є стадією розвитку американської трипаносоми, та запропонував виділити його в окремий вид під назвою Pneumocystis carinii (на честь дослідника-мікробіолога А. Каріні (A. Carini).

## Таксономічне положення та морфологія
Таксономічне положення P. jirovecii тривалий час залишалося предметом суперечок, однак в результаті досліджень вчені дійшли висновку, що мікроорганізм належить до царства Грибів. Вивчення мітохондріальних білків, основних ферментів (тиміділатсинтази й дигідрофолатредуктази) та нуклеотидної послідовності рРНК показало, що P. jirovecii ближчий до грибів, ніж до найпростіших. Вивчення біології P. jirovecii ускладнюється тим, що мікроорганізм не росте в культурі. У своєму розвитку він проходить декілька стадій, утворюючи дрібні поліморфні трофозоїти (1—4 мкм), предцисти та цисти (5—8nbsp;мкм). Цисти оточені товстою клітинною стінкою, мають сферичну форму та до 8 спорозоїтів. Трофозоїти є амебоїдними за зовнішнім виглядом та мають одну або більше прозорих сферичних вакуоль та одне ядро в цитоплазмі. Внутрішньоцистні тіла поліморфні, амебоїдні або подовжені. Деякі зрілі цисти мають внутрішньоцистні органи та велику кількість трофозоїтів всередині сотоподібного матеріалу в альвеолярному просторі.

## Життєвий цикл
У життєвому циклі P. jirovecii чергуються безстатеве (на стадії трофозоїту) та статеве розмноження, що закінчується виходом з цист спорозоїтів. Внутрішньоклітинне паразитування не виявлено. Мікроорганізм має примітивні органели, метаболізм його майже не вивчений.

## Поширення
Мікроорганізм є широко поширеним, може бути виявлений у людини та багатьох тварин. Незважаючи на морфологічну подібність виокремлених збудників, їх молекулярні й антигенні відмінності вказують на існування різних штамів P. jirovecii. Приналежність мікроорганізму до царства Грибів піднімає нові питання стосовно стадій розвитку організму, що раніше не були описані, та джерел зараження.